# Orenaia ventosalis
Orenaia ventosalis là một loài bướm đêm trong họ Crambidae.